# Lešnica
Lešnica (em cirílico: Лешница) é uma vila da Sérvia localizada no município de Loznica, pertencente ao distrito de Mačva, na região de Podrinje Jadar. A sua população era de 4217 habitantes segundo o censo de 2011.

## Demografia
| 1948  | 1953  | 1961  | 1971  | 1981  | 1991  | 2002  | 2011  |
| ----- | ----- | ----- | ----- | ----- | ----- | ----- | ----- |
| 1 552 | 1 812 | 2 723 | 3 692 | 4 678 | 4 935 | 4 731 | 4 217 |